# Seno mascellare

Seni mascellari

Il seno mascellare è uno dei quattro seni paranasali. Questi sono cavità situate all'interno delle ossa del cranio e prendono il nome dalle ossa entro le quali sono scavate: sfenoidale, etmoidale, frontale e mascellare.
I seni paranasali sono rivestiti da mucosa e comunicano tramite orifizi detti osti con le due cavità nasali. Attraverso questi orifizi, avviene il passaggio verso l'esterno del muco prodotto al loro interno. I seni paranasali, assieme alle altre strutture delle vie aeree superiori, intervengono nei processi di umidificazione e riscaldamento dell'aria inalata durante l'inspirazione, in modo da permettere un ottimale scambio gassoso a livello polmonare. Inoltre, assieme agli altri seni paranasali, il seno mascellare è implicato nei processi di fonazione ed emissione della voce.

## Anatomia e morfologia[1][2][3]
I seni mascellari (o antri di Higmoro) sono due cavità pneumatiche pari, poste al livello del massiccio facciale e i più voluminosi tra tutti i seni paranasali. Dal punto di vista anatomico, il seno mascellare è considerabile come un’ampia cavità di volume solitamente compreso tra 11 e 14 cm cubici, collegata con il meato medio delle fosse nasali ed avente forma piramidale a base quadrata. Tale cavità risulta situata all’interno dell’osso mascellare, prevalentemente a livello del processo zigomatico ed è delimitata da sei pareti: una anteriore, una posteriore, una superiore, una inferiore, una mediale e, infine, una laterale.

### Conformazione delle pareti

#### Parete anteriore
La parete anteriore del seno mascellare (spessore di circa 1 mm), coincidente con la faccia anteriore dell’osso mascellare, risulta di forma lievemente convessa in direzione del seno stesso a causa della depressione ossea della fossa canina, presente sulla faccia anteriore del mascellare. Esternamente, questa parete corrisponde alla regione della guancia e si estende, dal basso all’alto, dalla base della fossa canina fino al pavimento della fossa orbitaria sovrastante. Questa parete, formata da un tessuto sottile ma compatto, ospita alcuni prolungamenti dei nervi e dei vasi infraorbitali.

#### Parete posteriore
La parete posteriore del seno (spessore di circa 2 mm) è rappresentata dalla parete ossea più arretrata dell’osso mascellare, quella che ne compone la tuberosità e che delimita anteriormente la fossa pterigo-palatina (o pterigo-mascellare appunto). Questa parete ospita i forami alveolari da cui fanno ingresso i fasci vascolo-nervosi alveolari superiori e posteriori, che si portano a vascolarizzare e ad innervare le porzioni più arretrate delle arcate dentarie superiori.

#### Parete superiore
La parete superiore di questa cavità ne rappresenta il tetto e allo stesso tempo concorre a formare il pavimento della cavità orbitale, posta direttamente al di sopra del seno mascellare. La lamina ossea che la compone è estremamente sottile (presenta infatti solitamente uno spessore massimo di 0,6 mm) e in essa è scavato il canale infraorbitario all’interno del quale decorre l’omonimo fascio vascolo-nervoso. A causa dell’importante diametro di questo fascio, non raramente maggiore dello spessore della lamina ossea, e a causa del decorso che questo ha da dietro in avanti e dall’alto al basso, la parete superiore del seno presenta posteriormente una doccia rivolta verso l’orbita e anteriormente una nervatura osteo-membranosa. Questa nervatura accoglie il fascio stesso e prospetta nella cavità del seno sottostante. In soggetti che presentano un seno mascellare di dimensione particolarmente generosa lo spessore della lamina ossea superiore può presentarsi tanto sottile da fare sì che il fascio infraorbitario si trovi ricoperto direttamente dalla mucosa che riveste la porzione superiore della cavità del seno.

#### Parete inferiore
La parete inferiore del seno mascellare è quella che ne costituisce il pavimento. Questa parete ossea, che si può ritrovare situata anche fino ad 1 cm al di sotto del pavimento delle fosse nasali, mantiene stretti rapporti con gli apici radicolari dei molari e dei premolari dell’arcata dentaria superiore. In corrispondenza delle radici di questi elementi dentari, il pavimento del seno è di spessore tanto sottile che non è raro che i denti siano separati dalla mucosa sovrastante solo da una sottile lamina ossea o che addirittura si trovino direttamente in comunicazione con essa. Gli stretti rapporti che la parte inferiore di questa cavità contrae con la dentatura sottostante hanno rilevante importanza clinica in odontoiatria. In seguito ad estrazioni dei denti posteriori dell’arcata superiore, se il pavimento del seno è particolarmente sottile, si possono verificare delle fistole oro-antrali  o ancora, in conseguenza a carie di grande importanza, si può incorrere in sinusitimascellari, chiamate odontogene. Nel caso di terapia implantare, se il seno è molto esteso in direzione delle arcate e lo spessore osseo sovrastante alla zona di inserzione dell’impianto è particolarmente ridotto, questa area viene spesso interessata da una tecnica chiamata rialzo di seno mascellare, più avanti descritta.

#### Parete mediale
La parete mediale è quella che separa effettivamente il seno mascellare dalle cavità nasali, ad esso adiacenti e con esso comunicanti a livello del meato medio. Questa parete ha una forma più o meno rettangolare e la sua metà inferiore, formata dal processo mascellare dell’osso palatino e da parte del cornetto nasale inferiore, corrisponde al meato inferiore delle cavità nasali, facendogli da parete e separandolo dalla parte inferiore del seno. La metà superiore di questa parete corrisponde invece al meato medio delle cavità nasali. Proprio questa zona delle cavità nasali, di diametro compreso tra i 3 ed i 5 mm, costituisce la via attraverso la quale il seno drena nel naso il suo contenuto. A livello della parete mediale, nella sua porzione superiore, è infatti presente l’apertura della cavità del seno. Questa apertura si trova dunque ad un’altezza superiore rispetto al pavimento della cavità e prende il nome di Hiatus Semilunaris (o Iato Semilunare).

#### Parete laterale
La parete laterale del seno, infine, costituisce il processo zigomatico e la mascella posteriore.

### Membrana di Schneider
La membrana di Schneider o membrana sinusale riveste completamente le pareti interne del seno mascellare. È costituita da un epitelio cilindrico pseudo-stratificato ciliato, il quale si continua con l’epitelio respiratorio nasale, e contiene al suo interno ghiandole esocrine siero-mucose di tipo tubulo-alveolare semplice. Lo strato epiteliale poggia su una sottilissima membrana basale ed al di sotto di esso è presente uno strato connettivale, al livello del quale possono essere distinti due ulteriori strati: uno superficiale, costituito da tessuto connettivo lasso, ed uno più interno, aderente al periostio sottostante e formato da tessuto connettivale più compatto. Il periostio su cui poggia lo strato connettivale più profondo è, a sua volta, strettamente in contatto con l'osso sottostante. La membrana presenta una superficie liscia e delicata, di colore rosa pallido. Questo peculiare tessuto di rivestimento svolge due principali funzioni:
1. Riveste il ruolo di barriera immunologica.
2. Trasporta e riversa il muco (prodotto all’interno del seno mascellare stesso) all’interno delle fosse nasali propriamente dette. Tale fenomeno è reso possibile dalle ciglia presenti sulla superficie apicale delle cellule cilindriche dello strato a contatto con il lume della cavità pneumatica. Le ciglia, infatti, vibrano ad una frequenza di circa 900/1000 battiti al minuto, indirizzando il muco presente al di sopra di esse verso l’esterno. Per ogni cellula sono presenti circa 150/200 ciglia funzionanti.

In condizioni fisiologiche la membrana presenta uno spessore che può variare tra 0.3 e 0.8 mm. Nonostante ciò, in seguito alla comparsa di patologie quali la sinusite, in alcuni casi è possibile riscontare ispessimenti della stessa che devono essere trattati farmacologicamente.

### Setti di Underwood
I setti di Underwood o setti del seno mascellare sono delle proiezioni ossee a forma di pinna frequentemente riscontrati all'interno del seno mascellare (in base ad uno studio su 1029 pazienti la loro incidenza è pari al 49%). Il loro nome deriva dall'anatomista inglese Arthur S. Underwood, il quale scoprì la loro esistenza per la prima volta nel 1910. Queste strutture ossee presentano in media un'altezza pari a 8 mm, ma non è del tutto infrequente individuare setti ossei alti circa 15 mm. Nonostante possano originare da potenzialmente tutte le pareti della cavità pneumatica, i setti di Underwood hanno prevalentemente origine dal pavimento osseo del seno mascellare: hanno spessore maggiore alla base e si assottigliano man mano che si espandono verso la parete superiore. A seguito della loro formazione è possibile che talvolta il seno mascellare venga suddiviso in compartimenti, i quali sono nella maggior parte dei casi asimmetrici e collegati tra di loro.

## Vascolarizzazione[3]
Le pareti del seno mascellare sono vascolarizzate da rami dell'arteria mascellare: nella parete posteriore si trova l'arteria alveolare posteriore, che, successivamente, si divide in arteria gengivale e in arteria/e dentale/i; nella parete superiore c'è l'arteria infraorbitaria, che poi dà come collaterali l'arteria alveolare superiore anteriore e l'arteria alveolare superiore media; nella parete mediale c'è l'arteria sfenopalatina, che dopo la sua origine fornisce le arterie nasali laterali (che vascolarizzano le pareti laterali delle cavità nasali, quindi la base del seno mascellare); nella parete inferiore, infine, c'è l'arteria palatina maggiore.

## Innervazione[3]
I rami nervosi deputati all'innervazione delle pareti del seno mascellare derivano direttamente dal nervo mascellare, seconda branca del nervo trigemino (V dei nervi encefalici o cranici). In particolare:
1. La regione posteriore del pavimento del seno mascellare e dei denti molari e premolari è innervata dai rami alveolari posteriori, medi e superiori.
2. La parete anteriore viene innervata dal ramo alveolare superiore anteriore, il quale scorre al di sotto della membrana di Schneider e deriva dal nervo infraorbitario a livello dell'uscita dal forame infraorbitario. questo ramo nervoso, inoltre, innerva il plesso dentale superiore.
3. La parete mediale è innervata da rami che derivano dal nervo infraorbitario, distaccandosi da esso antecedentemente all'uscita dal forame infraorbitario.

## Embriologia ed evoluzione[3]

### Origine evolutiva
Il complesso dei seni paranasali, che si sviluppa come espansione delle cavità nasali,  si è formato e sviluppato probabilmente per processi di adattamento evolutivo mirati ad alleggerire il peso delle masse ossee del cranio: un osso totalmente pieno, infatti, sarebbe in grado di sopportare sforzi meccanici leggermente superiori ma la sua massa sarebbe estremamente maggiore e quindi si renderebbero necessari muscoli molto più tonici per far fronte ai movimenti e alle necessità meccaniche del massiccio facciale. In particolare, il seno mascellare inizia a svilupparsi durante gli ultimi mesi di vita fetale. Esso origina da un’evaginazione locata al livello del meato nasale medio, espandendosi all’interno dell’osso mascellare. Alla nascita del neonato, il seno mascellare possiede un volume estremamente ridotto, addirittura inferiore a quello di un pisello. Il suo successivo sviluppo dipende strettamente dall’eruzione dei denti decidui e, successivamente, dalla comparsa dei denti permanenti. Tale meccanismo, infatti, è suddiviso in tre fasi che vanno di pari passo con lo sviluppo della dentizione umana: 
1. Prima fase, compresa tra la nascita ed i primi due anni e mezzo. Durante questa fase si ha l’eruzione dei denti decidui.
2. Seconda fase, tra i sette ed i dieci anni. Durante questo lasso di tempo la dentizione del bambino è mista: è avvenuta la permuta di alcuni elementi dentari decidui, ma non tutti sono stati sostituiti dagli elementi dentari permanenti.
3. Terza fase, tra i dodici e i quattordici anni. Al termine di questa fase la permuta viene completata.

Gli abbozzi dei denti decidui e di quelli permanenti, infatti, occupano lo spazio dell’osso mascellare che verrà colonizzato dal seno una volta che le gemme dentarie se ne sono andate. Man mano che gli abbozzi dei denti erompono nella cavità orale, infatti, l’estroflessione interna al mascellare si amplia fino a raggiungere le dimensioni medie del seno mascellare. Solitamente ciò avviene durante la pubertà. Nonostante ciò, il seno mascellare non smette tendenzialmente mai di crescere, ma si ingrandisce per tutta la vita. Solamente in rarissimi casi il seno mascellare non va incontro a progressive modificazioni dopo il processo di pneumatizzazione, che termina in età adolescenziale.

### Modificazioni progressive
Il volume e la forma del seno mascellare tendono a variare considerevolmente con il progredire dell’età, soprattutto nel caso in cui alcuni elementi dentari vengano persi. Tali variazioni morfologiche sono del tutto fisiologiche, infatti è tecnicamente impossibile che il volume e lo spessore del seno mascellare di un individuo rimangano costanti con l’avanzamento degli anni. L’aumento di volume è dovuto ad un progressivo riassorbimento delle pareti: lo spessore delle pareti diminuisce, lasciando uno spazio che porta all’aumento del volume del seno mascellare stesso. Il riassorbimento delle pareti ossee ed il conseguente aumento di dimensioni della cavità pneumatica possono avvenire in più direzioni, in particolare si sviluppano in senso supero-inferiore, in verso medio laterale ed in direzione antero-posteriore. Ogni individuo sano possiede due seni mascellari, uno a destra ed uno a sinistra rispetto alla linea mediale: l’accrescimento e le modificazioni conformazionali delle due cavità non avvengono praticamente mai in maniera simmetrica, tanto che non è infrequente in un individuo adulto riscontrare due seni di grandezza e forma diverse (seppur non eccessivamente). Si dice, infatti, che la forma e l’entità dimensionale di tale pneumatizzazione siano estremamente mutevoli sia tra due individui diversi che tra i due seni controlaterali di una stessa persona. Essendo l’asimmetria dei seni estremamente comune, sono stati descritti molti casi in cui ad uno stesso uomo appartenesse un seno estremamente ampliato mentre l’altro si presentava grandemente ridotto. Oltre all’assottigliamento delle proprie pareti, l’espansione del seno può anche determinare la formazione e lo sviluppo di recessi più o meno estesi. In particolare, i più piccoli fra questi recessi possono essere ritrovati in corrispondenza dell’angolo postero-superiore, dove possono ipoteticamente estendersi entro il processo orbitario dell’osso palatino. La caduta dei denti influenza notevolmente l’espansione del seno mascellare: esso può infatti accrescersi nella porzione del processo alveolare che, per tale ragione, ha perduto la propria funzione meccanica. I carichi masticatori applicati ai processi alveolari, infatti, svolgono un ruolo fondamentale nella prevenzione dell’assottigliamento della parete del seno in contatto con gli apici delle radici dei denti posteriori dell’arcata mascellare superiore: le pressioni masticatorie, infatti, inviano stimoli biomeccanici all’osso alveolare, rallentando così il fisiologico processo di assottigliamento e diminuzione. Proprio per questo motivo, se nei pazienti affetti da edentulia tale condizione non viene prontamente risolta, il pavimento del seno in rapporto con la superficie apicale dei denti può assottigliarsi notevolmente, fino a raggiungere spessori addirittura inferiori a 1 mm. In questo caso i recessi del seno possono portarsi in direzione inferiore e, nel caso in cui siano rimasti alcuni elementi dentari, inserirsi tra i denti residui. Il seno mascellare può anche espandersi lateralmente: in questo caso la pneumatizzazione può andare a scavare interamente il processo zigomatico dell’osso mascellare fino a penetrare, nei casi più acuti, entro l’osso zigomatico. In alcuni casi, il seno mascellare può anche estendersi verso il margine infraorbitario, con il canale infraorbitario che conseguentemente sporgerà leggermente entro il seno trovandosi ivi più o meno in rilievo. Infine, un’espansione del seno può rendere discontinue le pareti interne che delimitano i delicati canalicoli che contengono i nervi alveolari, i quali decorrono in rapporto con le pareti posteriore ed anteriore del seno. In questo caso, tali innervazioni possono decorrere “nude” all’interno del rivestimento muco-periostale e quindi essere più facilmente soggette ad essere danneggiate.

## Sinus lift: chirurgia del seno mascellare in odontoiatria[4]
Nel caso di terapia implantare, effettuata tramite il posizionamento di impianti nel tessuto osseo delle arcate dentali e successivamente di elementi protesici, il chirurgo orale necessita di una certa altezza ossea (almeno 8-10 mm). Per questo motivo la terapia implantare è stata per anni eseguita con maggiore facilità e successo nelle arcate inferiori, dove l’osso della mandibola risulta compatto e spesso, e nelle porzioni frontali dell’arcata superiore, dove lo spessore osseo è comunque generoso. Nelle porzioni più posteriori delle arcate superiori, in particolare in corrispondenza di premolari e molari, l’altezza ossea disponibile tra il pavimento del seno mascellare e la cresta edentula corrispondente è infatti spesso particolarmente ridotta, rendendo difficoltoso l’inserimento di viti ossee osteointegrate di corretta dimensione, che riescano a sorreggere protesi e che resistano alle sollecitazioni meccaniche della masticazione. Considerato il fatto che le dimensioni del seno mascellare, così come quelle di tutti i seni paranasali in generale, vanno ad aumentare nel tempo, con l’aumentare dell’età del paziente si ha una progressiva diminuzione dell’altezza ossea tra pavimento del seno e cresta ossea edentula. Tale assottigliamento è in particolare riscontrabile e maggiormente apprezzabile in pazienti edentuli da tempo. Tale contrazione verticale è talvolta accompagnata da una contrazione degli spessori anche orizzontali. 
La necessità di posizionare impianti anche in questa zona delle arcate dentali ha spinto i chirurghi orali a mettere a punto tecniche ricostruttive che permettessero un aumento dello spessore osseo del pavimento del seno, in modo da rendere maggiori le probabilità di successo a lungo termine della terapia implantare. Tale ricerca ha portato dunque alla messa a punto di varie tecniche per il rialzo del pavimento del seno mascellare (sinus lift). In linea generale, tramite la realizzazione di una botola ossea nella parete laterale del seno il chirurgo orale crea un accesso all’interno dello stesso con lo scopo di raggiungere la membrana di Schneider e, con opportuni strumenti, staccarla e sollevarla dall’interno della cavità, avendo cura di non danneggiarla o lacerarla. Lo spazio ottenuto dal sollevamento della membrana viene riempito con un innesto osseo che può essere di varia natura. Gli impianti possono essere inseriti in contemporanea al momento dell’intervento di sinus lift o successivamente in base ad un criterio di altezza dell’osso pre-esistente. Se infatti lo spessore dell’osso consente una stabilità primaria all’impianto allora si preferisce inserirlo in contemporanea in modo da consentire al nuovo tessuto osseo di crescere attorno alla filettatura della vite. Se invece lo spessore osseo non è sufficiente a sostenere la vite nel primo periodo si preferisce inserire successivamente l’impianto, dopo un lasso di tempo sufficiente alla maturazione dell’innesto osseo inserito.